# Chiesa di San Lorenzo Martire (Remedello)
La chiesa di San Lorenzo Martire è la parrocchiale di Remedello Sopra, frazione-capoluogo del comune sparso di Remedello, in provincia e diocesi di Brescia; fa parte della zona pastorale della Bassa Orientale.

## Storia
Nel Catalogo queriniano del 1532 si legge che la primitiva chiesa di Remedello Sopra aveva un beneficio di circa 40 ducati e che era inserita nella quadra Asule.
Nel 1601 venne posta la prima pietra della nuova parrocchiale; l'edificio fu consacrato nel 1625, come testimoniato da due lapidi conservate all'interno. In quel medesimo secolo si ha notizia della compagnia del Santissimo Rosario, avente sede nella chiesa.
Nella seconda metà del Novecento la struttura fu restaurata a più riprese: nel 1976 il tetto venne ripristinato, nel 1977 furono restaurato l'intonaco dell'esterno, nel 1981 si ripararono gli infissi della parete che volge a settentrione e nel 1982 furono riviste le decorazioni dell'interno.
Il 14 aprile 1989, come decretato dal Direttorio diocesano per le zone pastorali, la parrocchia entrò a far parte della neo-costituita zona pastorale della Bassa Orientale.

## Descrizione

### Facciata
La facciata della chiesa, rivolta a ponente, è a capanna, è scandita da lesene in lieve aggetto, presenta il portale d'ingresso e, sopra, un finestrone rettangolare ed è coronata dal timpano di forma triangolare.

Sopra il portale timpanato è presente una lapide recante la scritta:

### Interno
L'interno dell'edificio è costituito da una sola navata, sulla quale si aprono le quattro cappelle laterali, due per lato, e le cui pareti, decorate da rilievi e da affreschi, sono scandite da lesene composite sorreggenti il cornicione aggettante, sopra il quale si imposta la volta a botte, caratterizzata dalle lunette in corrispondenza delle già menzionate cappelle.
Al termine dell'aula si sviluppa il presbiterio di forma rettangolare, chiuso dall'abside semicircolare.